# Pratt & Whitney F135
Il Pratt & Whitney F135 è un motore a turboventola con postbruciatore sviluppato per il caccia multiruolo F-35 Lightning II. La famiglia dei propulsori F135 ha diverse varianti, tra cui una versione convenzionale e una versione STOVL (Short Take Off Vertical Landing) che comprende una ventola per la spinta verticale chiamata Rolls-Royce LiftSystem. Il primo esemplare di produzione in versione STOVL è stato consegnato a dicembre 2010.

## Sviluppo
Le origini del propulsore risalgono ad un programma DARPA del 1986 che mirava a sviluppare un aereo da caccia con capacità stealth e STOVL per il Corpo dei Marines statunitense da parte del team Skunk Works della Lockheed Martin. Paul Bevilaqua, un progettista della Lockheed concepì e brevettò un prototipo di aereo, e la Pratt & Whitney (P&W) sviluppò il propulsore. Questo dimostratore impiegava la ventola del primo stadio di un propulsore F119 come ventola di sollevamento, e le ventole del modello F100-220 per il propulsore. Inoltre venne impiegata la grande turbina a bassa pressione della versione F100-229, in modo da poter raggiungere la potenza necessaria per la ventola di sollevamento e un ugello a spinta variabile. Questo dimostratore fornì le basi per lo sviluppo del propulsore F135.
Al termine del 2010 il propulsore ha completato 20 000 ore di test, terminando la fase di sviluppo e di dimostrazione ed è stato consegnato il primo esemplare di produzione. Gli aerei F-35 utilizzeranno questo propulsore o il propulsore alternativo F136, sviluppato da un team GE/Rolls-Royce.
Il team di sviluppo del F135 è composto da Pratt & Whitney, Rolls-Royce e Hamilton Sundstrand. La P&W è il prime contractor ed è responsabile del propulsore principale e dell'integrazione dei sistemi, mentre la Rolls-Royce si occupa del sistema di sollevamento verticale per la versione STOVL e la Hamilton Sundstrand sviluppa principalmente il sistema di controllo elettronico, il sistema relativo al carburante e il sistema di attuatori. Il programma di sviluppo ha subìto un ritardo di 13 mesi.
Lo sviluppo del propulsore non è terminato, poiché è iniziato nel 2009 un progetto riguardante una versione del propulsore più durevole, in grado di aumentare la vita dei componenti chiave. Questi sono principalmente contenuti nelle parti calde del motore (la camera di combustione e le palette della turbina ad alta pressione), poiché le elevate temperature riducono la durata dei componenti. Il propulsore di test è chiamato XTE68/LF1.
Sotto pressione del Pentagono, la P&W mira a produrre l'F135 ad un prezzo inferiore rispetto all'F119, anche se questo è più potente.

## Progetto

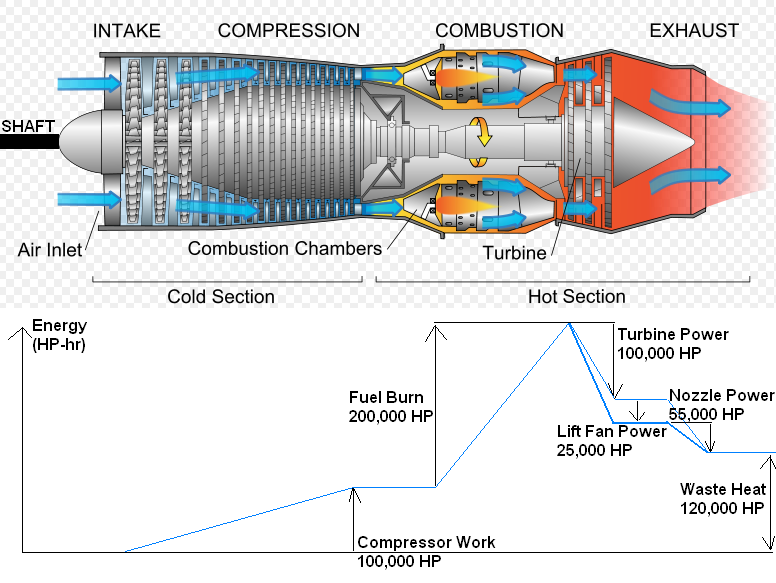
Diagramma dell'energia del propulsore per il Rolls-Royce LiftSystem

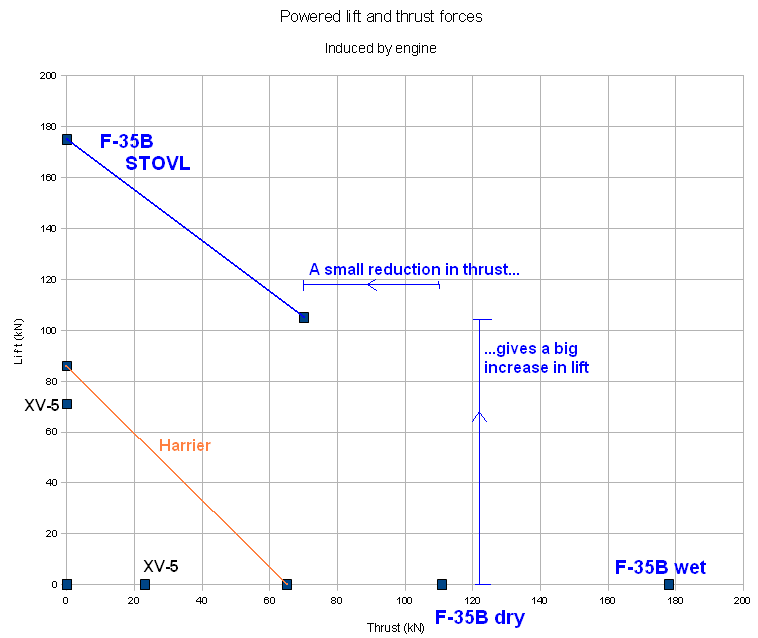
Diagramma per la versione F-35B

L'F-135 è un propulsore a turboventola con un compressore a tre stadi a bassa pressione e a sei stadi ad alta pressione. La sezione calda comprende un combustore anulare con una turbina a singolo stadio ad alta pressione e una turbina a doppio stadio a bassa pressione. Il postbruciatore contiene un ugello convergente-divergente variabile.
Le versioni convenzionale (F135-PW-100) e per portaerei (F135-PW-400) hanno una spinta con postbruciatore di circa 191 kN e una spinta a secco di circa 125 kN. La differenza principale tra i modelli 100 e 400 consiste nell'impiego di materiali resistenti alla corrosione del sale per la versione da portaerei.
La versione STOVL (F135-PW-600) ha le stesse prestazioni, con la produzione di 80,1 kN di spinta verticale. Combinata con la spinta della ventola di sollevamento (89,0 kN) e dei due ugelli posizionati nell'attaccatura delle ali per il controllo del rollio (8,67 kN ciascuno), il sistema Rolls-Royce LiftSystem raggiunge una spinta totale di 186 kN, quasi la stessa prodotta dal propulsore stesso in modalità postbruciatore, senza tuttavia l'ingente consumo di carburante e il calore dei gas di scarico.
Uno degli obiettivi primari del progetto F135 consisteva nel migliorare l'affidabilità e la facilità di manutenzione. Il propulsore è stato quindi progettato con un minor numero di componenti. Molti di essi, chiamati line-replaceable components, possono essere rimossi e sostituiti con l'ausilio di sei strumenti a mano. Inoltre, il sistema health management system permette di trasmettere ai tecnici a terra dati in tempo reale, permettendo la preparazione delle riparazioni prima che l'aereo ritorni alla base. Secondo il costruttore, questi dati possono ridurre drasticamente (fino al 94%) i tempi di riparazione e di diagnosi dei guasti rispetto ad un propulsore tradizionale.
I propulsori F135/F136 non sono stati progettati per volare in modalità supercrociera.

## Varianti
- F135-PW-100 : Impiegato nella variante F-35A a decollo e atterraggio convenzionale
- F135-PW-400 : Impiegato nella variante F-35C per portaerei
- F135-PW-600 : Impiegato nella variante F-35B STOVL, a decollo corto e atterraggio verticale